# Plexe nerviós

Plexes espinals (etiquetats a la dreta), amb els principals nervis (etiquetats a l'esquerra)

Un plexe nerviós és una xarxa de nervis que s'interseccionen. Hi ha plexes nerviosos espinals; així com altres formes de plexes autonòmics, molts dels quals són una part del sistema nerviós entèric. Per als plexes de la columna vertebral, llevat de les branques ventrals dels nervis de D2-D12, es combinen els conjunts de branques ventrals dels nervis espinals que serveixen a la mateixa zona del cos agrupats en un o diversos nervis més grans. Hi ha diversos en el cos, incloent:

## Plexes nerviosos espinals
- Plexe cervical - innerva cap, coll i espatlles.
- Plexe braquial - innerva tòrax, espatlles, braços i mans.
- Plexe lumbar - innerva esquena, abdomen, zona inguinal, cuixes, genolls i cames.
- Plexe sacre - innerva pelvis, natges, genitals, cuixes, cames i peus.[1]
- Plexe coccigi - innerva una petita regió al còccix.[2] D'ell s'originen els nervis anococcigis. Clàssicament, es considerava format per les branques ventrals dels nervis S4 i S5 i l'arrel anterior del nervi coccigi provinent del con medul·lar. Avui dia, amb l'ús de tècniques de microdissecció i d'immunohistoquímica aquesta configuració es creu obsoleta.[3]

## Plexes nerviosos autonòmics
- Plexe celíac (plexe solar) - innerva òrgans interns. Agrupa diversos plexes menors (hepàtic, esplènic, gàstric, pancreàtic, suprarenals). D'ell es deriven els plexes renals, testiculars/ovàrics i mesentèric superior.[4]
- Plexe d'Auerbach- innerva el tracte gastrointestinal.[5] També anomenat plexe mientèric, s'encarrega de regular el peristaltisme.[6]
- Plexe de Meissner (plexe submucós) - innerva el tracte gastrointestinal. És el plexe més intern de la capa submucosa, just per sota de la muscularis mucosae, i està acompanyat d'un plexe intermedi i d'un altre extern (plexe de Henle).[7]
- Plexe cardíac - innerva el cor. Format per la branca superior cervical del tronc simpàtic esquerre i la branca inferior cardíaca del nervi vague esquerre. Es divideix en una porció superficial i una altra profunda. Rep contribucions parasimpàtiques, principalment del nervi vague, encara que poden existir diferents variants anatòmiques.[8]
- Plexe faríngic - innerva la faringe i el paladar tou. Format per la unió de branques del nervi vague, del nervi glossofaringi i de nervis simpàtics cervicals.[9]

## Patologia dels plexes nerviosos
Les lesions més freqüents dels plexes nerviosos es deuen a causes traumàtiques o a processos neoproliferatius. Per exemple, el plexe braquial d'un nadó pot sofrir danys per maniobres obstètriques o el d'un adult ser directament afectat per un accident, per la compressió d'un hematoma proper o per efecte del corrent elèctric. Una de les complicacions de l'artròdesi (fixació quirúrgica de dos o més vèrtebres) cervical per via anterior i de certs procediments de cirurgia odontològica és l'afectació dels plexes faríngics, generalment unilateral. Les caigudes són una causa comuna de lesions del plexe lumbar o sacre.
Els tumors que afecten els plexes nerviosos són poc usuals; però de tipus molt divers (tan intrínsecs com extrínsecs als nervis que formen un determinat plexe, de naturalesa benigna o maligna o d'expansió lenta o ràpida). Alguns pertanyent al grup de tumors de la beina dels nervis perifèrics (neurofibromes i schwannomes, entre ells); molts, però, són metàstatics o s'originen en teixits adjacents (liposarcomes, osteocondromes, hemangiopericitomes, etc.). Ocasionalment, la lesió del plexe és un resultat transitori de la radiació emprada per tractar una neoplàsia contigua.
Una plexopatia por ser conseqüència del desenvolupament d'una osteomielitis o d'una artritis sèptica en una estructura osteoarticular propera. Rares vegades, el seu origen és una arteritis de cèl·lules gegants que cursa amb parèsia braquial proximal bilateral. No és excepcional que aparegui com la complicació crònica d'un herpes zòster.
La lesió completa del plexe cervical es poc habitual. A la casuística mèdica s'han recollit casos de plexopatia cervical por compressió, tracció, ferides penetrants, iatrogènia anestèsica, dissecció de l'arteria vertebral, tumoracions i infeccions com ara la lepra o el dengue. La seva clínica es caracteritza per un dèficit sensitiu cranial postero-lateral, cervical i parcialment toràcic, amb paràlisi diafragmàtica. La paràlisi bilateral del diafragma cursa amb dispnea i hipoventilació secundària. L'afectació incompleta d'aquest plexe és molt més comuna. Si el dany es produeix a les branques motores del plexe, la rotació cervical, la flexió cervical, la rotació escapular i/o l'elevació de les espatlles poden alterar-se. El nervi occipital major és l'element sensitiu del plexe que més vegades pateix lesions a conseqüència de cirurgia cervical o per patologia degenerativa vertebral.
La plexopatia lumbosacra diabètica o síndrome de Bruns-Garland és una entitat inflamatòria infreqüent i d'inici insidiós que afecta el ≤1% dels diabètics. Té una etiologia autoimmune. Es caracteritza per dolor intens de la regió proximal dels membres inferiors, associat a debilitat i atròfia muscular. Acostuma a remetre amb un correcte control de la diabetis de base. Encara que el seu curs és autolimitat i el pronòstic favorable, pot tenir recidives múltiples i ocasionar seqüeles motores i sensitives permanents. La plexitis lumbosacra idiopàtica, també anomenada radiculoplexopatia lumbosacra no diabètica, presenta els mateixos trets clínics i patològics que la síndrome de Bruns-Garland, però sense alts nivells de glucosa en sang.
Rarament apareixen plexopaties d'origen incert, com ara la síndrome de Parsonage-Turner o plexitis braquial. Aquesta patologia deriva d'una desmielinitzacío del plexe braquial i provoca un dolor sobtat a l'espatlla, seguit de debilitat i/o pèrdua sensorial a l'espatlla i/o l'extremitat superior. Té una forma familiar autosòmica dominant i una forma idiopàtica que es creu relacionada amb infeccions virals prèvies.
Les persones que pateixen disautonomia familiar, un trastorn hereditari caracteritzat per disfunció sensitiva i afectació greu de l'activitat del sistema nerviós autònom (també anomenat síndrome de Riley-Day), presenten una despoblació ganglionar i neuronal al plexe d'Auerbach que és la causa de les seves importants alteracions de la motilitat intestinal.
La ganglionitis mientèrica eosinofílica (una neuropatia inflamatòria que afecta el plexe homònim) és una de les patologies que provoquen la síndrome de pseudoobstrucció crònica intestinal. De vegades, és presenta de forma conjunta amb la malaltia de Hirschsprung.